# 10319 Toshiharu
A 10319 Toshiharu (ideiglenes jelöléssel 1990 TB1) a Naprendszer kisbolygóövében található aszteroida. A. Takahashi és Vatanabe Kazuró fedezte fel 1990. október 11-én.